# Danielle Deadwyler
Danielle Deadwyler (Atlanta, 3 maggio 1982) è un'attrice statunitense.
Ha ricevuto il plauso della critica per la sua interpretazione nel film Till - Il coraggio di una madre (2022), per il quale ha ricevuto la sua prima candidatura al Critics' Choice Award, allo Screen Actors Guild Award e al Premio BAFTA nella sezione migliore attrice protagonista. Ha inoltre ricevuto la sua prima candidatura al Golden Globe e la seconda allo Screen Actors Guild Award come migliore attrice non protagonista cinematografica per il film The Piano Lesson (2024).

## Biografia
Danielle Deadwyler è nata il 3 maggio 1982 ad Atlanta, in Georgia. È figlia di una segretaria legale e di un supervisore ferroviario ed ha tre fratelli. Si è diplomata alla Grady High School ed ha successivamente frequentato lo Spelman College e la Columbia University. Nel 2017 ha conseguito un secondo master in scrittura creativa presso l'Ashland University, in Ohio.

## Carriera
Ha iniziato la sua carriera apparendo in alcune produzioni teatrali, tra cui La tela di Carlotta, The Real Tweenagers of Atlanta, For Colored Girls Who Have Considered Suicide / When the Rainbow Is Enuf e The C.A. Lyons Project. Nel 2010, ha interpretato Alice Johnson nel cortometraggio Cyburbia. Ha fatto il suo debutto cinematografico nel 2012, interpretando la protagonista Erica, una madre senzatetto e alcolizzata, nel film TV A Cross to Bear. In seguito ha recitato in una serie di cortometraggi, tra cui Sweet, Sweet Country e Ir/Reconcilable.
Nel 2015, ha recitato in un episodio della seconda stagione della serie drammatica, Being Mary Jane. Dal 2016 al 2020, ha interpretare LaQuita "Quita" Maxwell, nella serie di Tyler Perry The Haves and the Have Nots. Successivamente ha avuto ruoli secondari nei film Gifted - Il dono del talento e Ella & John - The Leisure Seeker, ed anche è comparsa nelle serie televisive Greenleaf, Atlanta e Watchmen. Nel 2018, ha interpretato la protagonista Jane Manning James nel film drammatico Jane and Emma. L'anno seguente, ha interpretato ha interpretato la protagonista nel thriller The Devil to Pay.
Nel 2020, ha interpretato Nicque Green nella serie di Paramount Network Paradise Lost. Nello stesso anno, è apparsa come guest star in un episodio di FBI: Most Wanted, ed ha interpretato Yoli nella serie P-Valley.
Nel 2021, ha interpretato Cuffee nel film western di Netflix The Harder They Fall. Il film e la sua performance hanno ricevuto recensioni positive da parte della critica cinematografica. Per la su interpretazione, ha vinto un NAACP Image Award per la miglior attrice non protagonista in un film. Nel 2021, ha interpretato Miranda Carroll nella miniserie post-apocalittica di HBO Max Station Eleven. Nel 2022, ha recitato a fianco a Zoe Saldana nella miniserie Netflix From Scratch - La forza di un amore. Nell'aprile del 2022, è stata scelta come protagonista della serie drammatica di fantascienza della HBO Demimonde, ideata da J. J. Abrams. Nel giugno del 2022, il progetto è stato cancellato.

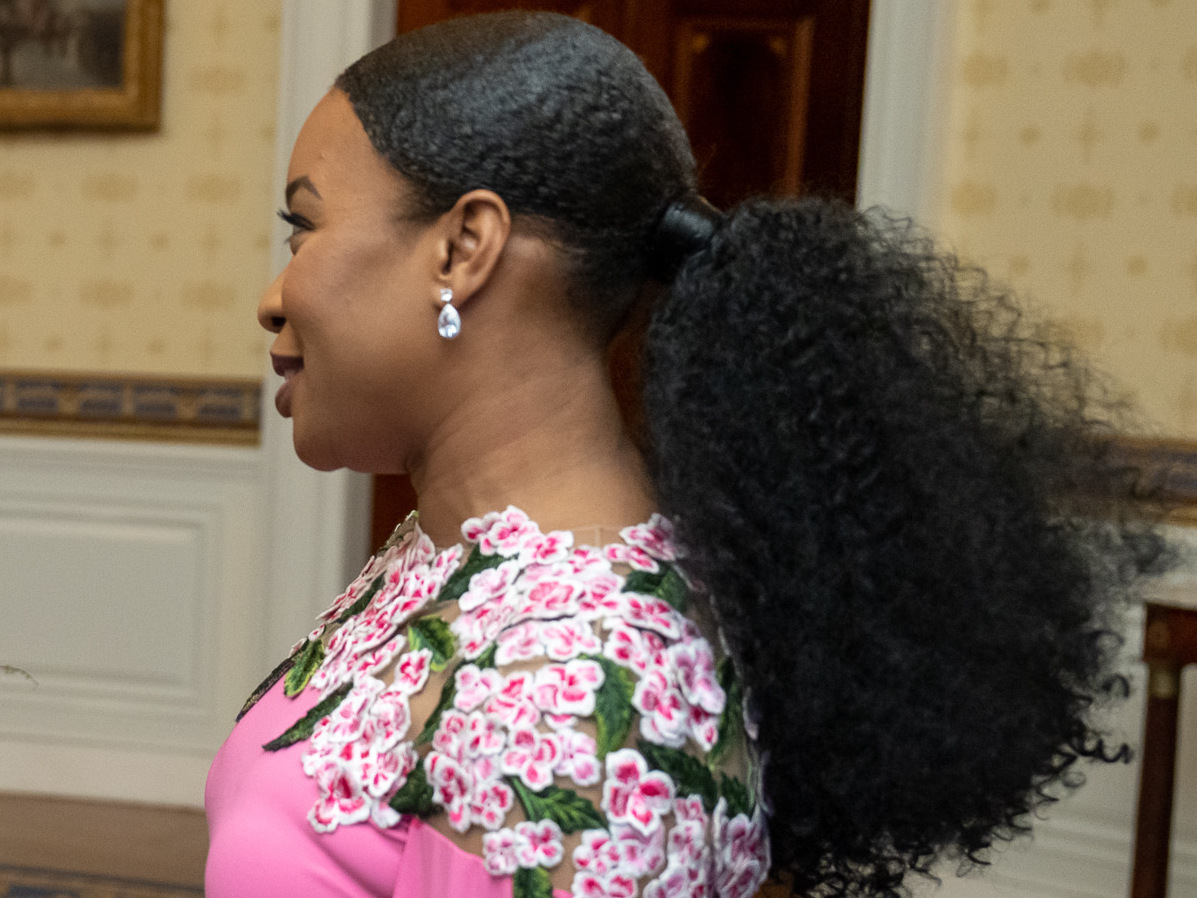
Danielle Deadwyler alla Casa Bianca nel 2023

Nel 2022, ha interpretato Mamie Till-Mobley nel film biografico Till - Il coraggio di una madre, diretto da Chinonye Chukwu. Per la sua interpretazione, ha vinto un Gotham Independent Film Award ed è stata candidata ai Critics' Choice Awards, agli Screen Actors Guild Award e al Premio BAFTA.

## Filmografia

### Attrice

#### Cinema
- Gifted - Il dono del talento (Gifted), regia di Marc Webb (2017)
- Ella & John - The Leisure Seeker (The Leisure Seeker), regia di Paolo Virzì (2017)
- Jane and Emma, regia di Chantelle Squires (2018)
- The Devil to Pay, regia di Lane Skye e Ruckus Skye (2019)
- The Harder They Fall, regia di Jaymes Samuel (2021)
- Till - Il coraggio di una madre (Till), regia di Chinonye Chukwu (2022)
- Ho visto la TV brillare (I Saw the TV Glow), regia di Jane Schoenbrun (2024)
- Parallel, regia di Kourosh Ahari (2024)
- The Piano Lesson, regia di Malcolm Washington (2024)
- 40 Acres, regia di R.T. Thorne (2024)
- Carry-On, regia di Jaume Collet-Serra (2024)
- The Woman in the Yard, regia di Jaume Collet-Serra (2025)

#### Televisione
- A Cross to Bear, regia di Tandria Potts - film TV (2012)
- Being Mary Jane - serie TV, episodio 2x12 (2015)
- Greenleaf - serie TV, 2 episodi (2016)
- The Haves and the Have Nots - serie TV, 14 episodi (2016-2020)
- MacGyver - serie TV, episodio 1x14 (2017)
- Hap and Leonard - serie TV, episodio 3x03 (2018)
- Atlanta - serie TV, episodio 2x07 (2018)
- Watchmen - miniserie TV, 2 episodi (2019)
- FBI: Most Wanted - serie TV, episodio 1x04 (2020)
- Paradise Lost - serie TV, 10 episodi (2020)
- P-Valley - serie TV, 3 episodi (2020)
- Station Eleven - miniserie TV, 5 episodi (2021-2022)
- From Scratch - La forza di un amore (From Scratch) - serie TV, 8 episodi (2022)

#### Cortometraggi
- Cyburbia, regia di Arun Fryer (2010)
- Sweet, Sweet Country, regia di Dehanza Rogers (2013)
- Ir/Reconcilable, regia di Gabrielle Fulton Ponder (2014)
- The Youth, regia di Dehanza Rogers (2015)
- Brazilian Wavy, regia di Kirk Henriques (2016)
- Birthday Cake, regia di Brantly Jackson Watts (2017)
- Black Dispatch, regia di (2019)

### Produttrice
- Ir/Reconcilable, regia di Gabrielle Fulton Ponder - cortometraggio (2014)
- The Devil to Pay, regia di Lane Skye e Ruckus Skye (2019)
- Parallel, regia di Kourosh Ahari (2024)

## Riconoscimenti
- Screen Actors Guild Award
  - 2023 - Candidatura alla miglior attrice cinematografica per Till - Il coraggio di una madre[37]
- BAFTA
  - 2023 - Candidatura alla migliore attrice protagonista per Till - Il coraggio di una madre[38]
- Critics' Choice Awards
  - 2023 - Candidatura alla miglior attrice per Till - Il coraggio di una madre[39]
- Gotham Independent Film Awards
  - 2021 - Miglior cast per The Harder They Fall[40]
  - 2022 - Miglior interpretazione protagonista per Till - Il coraggio di una madre[41]
  - 2024 - Miglior cast per The Piano Lesson[42]
  - 2024 - Candidatura alla miglior interpretazione non protagonista per The Piano Lesson[43]
- Satellite Award
  - 2022 - Candidatura alla miglior attrice in un film drammatico per Till - Il coraggio di una madre[44]
- National Board of Review
  - 2022 - Miglior rivelazione per Till - Il coraggio di una madre[45]
- NAACP Image Award
  - 2022 - Migliore attrice protagonista in un film per The Harder They Fall[46]
- Black Reel Awards
  - 2022 - Candidatura alla migliore interpretazione rivelazione per The Harder They Fall[47]
- Santa Barbara International Film Festival
  - 2023 - Virtuoso Awards per Till - Il coraggio di una madre[48]
- Women Film Critics Circle Award
  - 2021 - Invisible Woman Award per The Harder They Fall[49]
- Las Vegas Film Critics Society Award
  - 2022 - Candidatura alla miglior attrice per Till - Il coraggio di una madre[50]
- Los Angeles Film Critics Association
  - 2022- Candidatura alla miglior attrice per Till - Il coraggio di una madre[51]
- St. Louis Film Critics Association
  - 2022 - Candidatura alla miglior attrice per Till - Il coraggio di una madre[52]
- Washington D.C. Area Film Critics Association
  - 2022 - Candidatura alla miglior attrice per Till - Il coraggio di una madre[53]

## Doppiatrici italiane
Nelle versioni in italiano delle opere in cui ha recitato, Danielle Deadwyler è stata doppiata da:
- Giulia Franceschetti in The Harder They Fall
- Gaia Bolognesi in From Scratch - La forza di un amore
- Ughetta d'Onorascenzo in Watchmen
- Gemma Donati in FBI: Most Wanted
- Gianna Gesualdo in Station Eleven
- Angela Brusa in The Piano Lesson
- Guendalina Ward in Carry On